# Melanie C/Diskografie
Diese Diskografie ist eine Übersicht über die musikalischen Werke der britischen Popsängerin Melanie Chisholm, besser bekannt als Melanie C. Den Schallplattenauszeichnungen zufolge hat sie bisher mehr als 6,1 Millionen Tonträger verkauft, davon alleine in ihrer Heimat über 3,2 Millionen. Ihre erfolgreichste Veröffentlichung ist das Debütalbum Northern Star mit über zwei Millionen verkauften Einheiten.

## Alben

### Studioalben
| Jahr | Titel                | Höchstplatzierung, Gesamtwochen, AuszeichnungChartplatzierungen (Jahr, Titel, Platzierungen, Wochen, Auszeichnungen, Anmerkungen) | Höchstplatzierung, Gesamtwochen, AuszeichnungChartplatzierungen (Jahr, Titel, Platzierungen, Wochen, Auszeichnungen, Anmerkungen) | Höchstplatzierung, Gesamtwochen, AuszeichnungChartplatzierungen (Jahr, Titel, Platzierungen, Wochen, Auszeichnungen, Anmerkungen) | Höchstplatzierung, Gesamtwochen, AuszeichnungChartplatzierungen (Jahr, Titel, Platzierungen, Wochen, Auszeichnungen, Anmerkungen) | Anmerkungen                                                  |
| Jahr | Titel                | DE | AT | CH | UK | Anmerkungen                                                  |
| ---- | -------------------- | --- | --- | --- | --- | ------------------------------------------------------------ |
| 1999 | Northern Star        | DE7 Platin · (58 Wo.)DE | AT16 (31 Wo.)AT | CH12 Gold · (45 Wo.)CH | UK4 ×3Dreifachplatin · (79 Wo.)UK                                                                                                 | Erstveröffentlichung: 18. Oktober 1999 Verkäufe: + 2.085.000 |
| 2003 | Reason               | DE13 (6 Wo.)DE | AT39 (4 Wo.)AT | CH21 (5 Wo.)CH | UK5 Gold · (8 Wo.)UK | Erstveröffentlichung: 10. März 2003 Verkäufe: + 100.000      |
| 2005 | Beautiful Intentions | DE15 Gold · (29 Wo.)DE | AT12 (19 Wo.)AT | CH14 Gold · (40 Wo.)CH | UK24 (3 Wo.)UK | Erstveröffentlichung: 11. April 2005 Verkäufe: + 140.000     |
| 2007 | This Time            | DE15 (15 Wo.)DE | AT26 (6 Wo.)AT | CH8 Gold · (17 Wo.)CH | UK57 (2 Wo.)UK | Erstveröffentlichung: 2. April 2007 Verkäufe: + 15.000       |
| 2011 | The Sea              | DE16 (4 Wo.)DE | AT38 (3 Wo.)AT | CH13 (9 Wo.)CH | UK45 (1 Wo.)UK | Erstveröffentlichung: 2. September 2011                      |
| 2012 | Stages               | — | — | — | UK50 (1 Wo.)UK | Erstveröffentlichung: 9. September 2012                      |
| 2016 | Version of Me        | DE34 (1 Wo.)DE | — | CH24 (2 Wo.)CH | UK25 (1 Wo.)UK | Erstveröffentlichung: 21. Oktober 2016                       |
| 2020 | Melanie C            | DE27 (1 Wo.)DE | — | CH50 (1 Wo.)CH | UK8 (1 Wo.)UK | Erstveröffentlichung: 2. Oktober 2020                        |

### Kompilationen
- 2000: Melanie C – Remix Collection

## Singles

### Als Leadmusikerin
| Jahr | Titel Album                               | Höchstplatzierung, Gesamtwochen, AuszeichnungChartplatzierungen (Jahr, Titel, Album, Platzierungen, Wochen, Auszeichnungen, Anmerkungen) | Höchstplatzierung, Gesamtwochen, AuszeichnungChartplatzierungen (Jahr, Titel, Album, Platzierungen, Wochen, Auszeichnungen, Anmerkungen) | Höchstplatzierung, Gesamtwochen, AuszeichnungChartplatzierungen (Jahr, Titel, Album, Platzierungen, Wochen, Auszeichnungen, Anmerkungen) | Höchstplatzierung, Gesamtwochen, AuszeichnungChartplatzierungen (Jahr, Titel, Album, Platzierungen, Wochen, Auszeichnungen, Anmerkungen) | Anmerkungen                                                                 |
| Jahr | Titel Album                               | DE | AT | CH | UK | Anmerkungen                                                                 |
| ---- | ----------------------------------------- | --- | --- | --- | --- | --------------------------------------------------------------------------- |
| 1999 | Goin’ Down Northern Star                  | — | — | — | UK4 (8 Wo.)UK | Erstveröffentlichung: 27. September 1999                                    |
| 1999 | Northern Star                             | DE50 (9 Wo.)DE | — | CH75 (6 Wo.)CH | UK4 Silber · (14 Wo.)UK | Erstveröffentlichung: 15. November 1999 Verkäufe: + 215.000                 |
| 2000 | Never Be the Same Again Northern Star     | DE5 Gold · (20 Wo.)DE | AT3 Gold · (16 Wo.)AT | CH3 Gold · (29 Wo.)CH | UK1 Gold · (16 Wo.)UK | Erstveröffentlichung: 20. März 2000 Verkäufe: + 1.000.000; feat. Lisa Lopes |
| 2000 | I Turn to You Northern Star               | DE2 Gold · (18 Wo.)DE | AT1 Gold · (20 Wo.)AT | CH3 (26 Wo.)CH | UK1 Gold · (18 Wo.)UK | Erstveröffentlichung: 7. August 2000 Verkäufe: + 840.000                    |
| 2000 | If That Were Me Northern Star             | DE50 (9 Wo.)DE | AT45 (6 Wo.)AT | CH50 (9 Wo.)CH | UK18 (15 Wo.)UK | Erstveröffentlichung: 27. November 2000                                     |
| 2003 | Here It Comes Again Reason                | DE59 (2 Wo.)DE | AT49 (5 Wo.)AT | CH61 (4 Wo.)CH | UK7 (10 Wo.)UK | Erstveröffentlichung: 24. Februar 2003                                      |
| 2003 | On the Horizon Reason                     | DE80 (3 Wo.)DE | — | — | UK14 (9 Wo.)UK | Erstveröffentlichung: 2. Juni 2003                                          |
| 2003 | Yeh Yeh Yeh / Melt Reason                 | DE63 (5 Wo.)DE | — | — | UK27 (2 Wo.)UK | Erstveröffentlichung: 10. November 2003                                     |
| 2005 | Next Best Superstar Beautiful Intentions  | DE32 (10 Wo.)DE | AT45 (12 Wo.)AT | CH25 (12 Wo.)CH | UK10 (4 Wo.)UK | Erstveröffentlichung: 4. April 2005                                         |
| 2005 | Better Alone Beautiful Intentions         | DE51 (8 Wo.)DE | AT57 (6 Wo.)AT | CH33 (14 Wo.)CH | — | Erstveröffentlichung: 1. August 2005                                        |
| 2005 | First Day of My Life Beautiful Intentions | DE1 Platin · (26 Wo.)DE | AT2 (30 Wo.)AT | CH1 Gold · (57 Wo.)CH | — | Erstveröffentlichung: 30. September 2005 Verkäufe: + 420.000                |
| 2007 | The Moment You Believe This Time          | DE15 (9 Wo.)DE | AT28 (12 Wo.)AT | CH14 (19 Wo.)CH | — | Erstveröffentlichung: 16. März 2007                                         |
| 2007 | I Want Candy This Time                    | — | — | — | UK24 (2 Wo.)UK | Erstveröffentlichung: 26. März 2007                                         |
| 2007 | Carolyna This Time                        | DE28 (10 Wo.)DE | AT42 (10 Wo.)AT | CH31 (11 Wo.)CH | UK49 (1 Wo.)UK | Erstveröffentlichung: 8. Juni 2007                                          |
| 2007 | This Time                                 | DE69 (3 Wo.)DE | — | — | UK94 (1 Wo.)UK | Erstveröffentlichung: 12. Oktober 2007                                      |
| 2011 | Rock Me The Sea                           | DE38 (3 Wo.)DE | — | — | — | Erstveröffentlichung: 24. Juni 2011                                         |
| 2011 | Think About It The Sea                    | DE48 (4 Wo.)DE | AT34 (3 Wo.)AT | CH30 (5 Wo.)CH | UK95 (1 Wo.)UK | Erstveröffentlichung: 26. August 2011                                       |

Weitere Singles
- 2003: Let’s Love
- 2008: Understand
- 2011: Weak
- 2011: Let There Be Love (Coverversion von Liebe ist alles von Rosenstolz)
- 2012: I Know Him So Well (feat. Emma Bunton)
- 2016: Anymore
- 2016: Dear Life
- 2017: Hold On
- 2017: Room for Love
- 2019: High Heels (feat. Sink The Pink)
- 2020: Who I Am
- 2020: Blame It on Me
- 2020: In and Out of Love
- 2020: Fearless
- 2020: Into you
- 2021: Touch me
- 2025: Girl

### Als Gastmusikerin
| Jahr | Titel Album                          | Höchstplatzierung, Gesamtwochen, AuszeichnungChartplatzierungen (Jahr, Titel, Album, Platzierungen, Wochen, Auszeichnungen, Anmerkungen) | Höchstplatzierung, Gesamtwochen, AuszeichnungChartplatzierungen (Jahr, Titel, Album, Platzierungen, Wochen, Auszeichnungen, Anmerkungen) | Höchstplatzierung, Gesamtwochen, AuszeichnungChartplatzierungen (Jahr, Titel, Album, Platzierungen, Wochen, Auszeichnungen, Anmerkungen) | Höchstplatzierung, Gesamtwochen, AuszeichnungChartplatzierungen (Jahr, Titel, Album, Platzierungen, Wochen, Auszeichnungen, Anmerkungen) | Anmerkungen                                                                                |
| Jahr | Titel Album                          | DE | AT | CH | UK | Anmerkungen                                                                                |
| ---- | ------------------------------------ | --- | --- | --- | --- | ------------------------------------------------------------------------------------------ |
| 1998 | When You’re Gone On a Day Like Today | DE14 (20 Wo.)DE | AT14 (12 Wo.)AT | CH11 (15 Wo.)CH | UK3 ×2Doppelplatin · (21 Wo.)UK | Erstveröffentlichung: 30. November 1998 Verkäufe: + 1.325.000; Bryan Adams feat. Melanie C |
| 2013 | Loving You Porcelain                 | — | — | — | UK14 (3 Wo.)UK | Erstveröffentlichung: 18. August 2013 Matt Cardle feat. Melanie C                          |

Weitere Gastbeiträge
- 2018: Around the World (Alex Christensen mit The Berlin Orchestra feat. Melanie C)

## Videoalben und Musikvideos

### Videoalben
- 2006: Live Hits
- 2009: Live at the Hard Rock Café
- 2012: The Sea Live

### Musikvideos
| Jahr | Titel                           | Regie                       |
| ---- | ------------------------------- | --------------------------- |
| 1998 | When You’re Gone                | Marcus Nispel               |
| 1999 | Goin’ Down                      | Giuseppi Capotondi          |
| 1999 | Northern Star                   | Steven Green                |
| 2000 | Never Be the Same Again         | Francis Lawrence            |
| 2000 | I Turn to You                   | Cameron Casey               |
| 2000 | If That Were Me                 | Cameron Casey               |
| 2003 | Here It Comes Again             | Charles Infante             |
| 2003 | On the Horizon                  | Howard Greenhalgh           |
| 2003 | Yeh Yeh Yeh                     | Ray Kay                     |
| 2003 | Melt                            | Jamie Vickery               |
| 2005 | Next Best Superstar             | Ray Kay                     |
| 2005 | Better Alone                    | Mary McCartney              |
| 2005 | First Day of My Life            | Nicolaj Georgiew            |
| 2006 | Better Alone (Deutsche Version) | Robert Broellochs           |
| 2007 | The Moment You Believe          | Tim Royes                   |
| 2007 | I Want Candy                    | Tim Royes                   |
| 2007 | Carolyna                        | Tim Royes                   |
| 2007 | This Time                       | Adrian Moat                 |
| 2008 | Understand                      | Avi Diamond, Jamie Milligan |
| 2011 | Rock Me                         | Marcus Sternberg            |
| 2011 | Think About It                  | Howard Greenhalgh           |
| 2011 | Weak                            | Michael Baldwin             |
| 2011 | Let There Be Love               | Markus Gerwinat             |
| 2012 | I Know Him So Well              |                             |
| 2013 | Loving You                      | Jonny Kight                 |
| 2016 | Anymore                         | David East                  |
| 2016 | Dear Life                       | David East                  |
| 2017 | Hold On                         |                             |
| 2017 | Room for Love                   |                             |
| 2019 | High Heels                      | Sylvie Weber                |
| 2020 | Who I Am                        | Sylvie Weber                |
| 2020 | Blame It on Me                  | Sylvie Weber                |
| 2020 | In and Out of Love              | Graham Cruz                 |
| 2020 | Fearless                        | J. Marshall                 |
| 2021 | Into You                        |                             |
| 2021 | Touch Me                        |                             |

## Autorenbeteiligungen
- Die Schlümpfe

1996: Rettungsschwimmer
- Emma Bunton

2000: (Hey You) Free Up Your Mind
- Giovanni Zarrella

2010: Das schönste an Dir bist Du

## Statistik

### Chartauswertung
|                     | DE    | AT    | CH    | UK    |
| ------------------- | ----- | ----- | ----- | ----- |
| Nummer-eins-Alben   | DE—DE | AT—AT | CH—CH | UK—UK |
| Top-10-Alben        | DE1DE | AT—AT | CH1CH | UK3UK |
| Alben in den Charts | DE7DE | AT5AT | CH7CH | UK8UK |

|                       | DE     | AT     | CH     | UK     |
| --------------------- | ------ | ------ | ------ | ------ |
| Nummer-eins-Singles   | DE1DE  | AT1AT  | CH1CH  | UK2UK  |
| Top-10-Singles        | DE3DE  | AT3AT  | CH3CH  | UK7UK  |
| Singles in den Charts | DE16DE | AT11AT | CH12CH | UK15UK |

### Auszeichnungen für Musikverkäufe
| Silberne Schallplatte - Frankreich - 2000: für die Single Never Be the Same Again Goldene Schallplatte - Australien - 2001: für das Album Northern Star - Belgien - 2000: für die Single Never Be the Same Again - 2000: für die Single I Turn to You - Dänemark - 2000: für das Album Northern Star - 2022: für die Single When You’re Gone - Kanada - 1999: für das Album Northern Star - Niederlande - 2000: für die Single Never Be the Same Again - 2000: für die Single I Turn to You - 2000: für das Album Northern Star - Norwegen - 1999: für die Single When You’re Gone - Schweden - 2000: für die Single Northern Star | Platin-Schallplatte - Australien - 1999: für die Single When You’re Gone - 2000: für die Single I Turn to You - 2000: für die Single Never Be the Same Again - Neuseeland - 2000: für die Single Never Be the Same Again - Portugal - 2006: für das Album Beautiful Intentions - Schweden - 2000: für das Album Northern Star - 2000: für die Single I Turn to You - 2000: für die Single Never Be the Same Again 2× Platin-Schallplatte - Europa - 2007: für das Album Northern Star |

Anmerkung: Auszeichnungen in Ländern aus den Charttabellen bzw. Chartboxen sind in ebendiesen zu finden.
| Land/RegionAuszeichnungen für Musikverkäufe (Land/Region, Auszeichnungen, Verkäufe, Quellen) | Silber     | Gold       | Platin       | Verkäufe    | Quellen                   |
| -------------------------------------------------------------------------------------------- | ---------- | ---------- | ------------ | ----------- | ------------------------- |
| Australien (ARIA)                                                                            | —          | Gold1      | 3× Platin3   | 245.000     | aria.com.au               |
| Belgien (BRMA)                                                                               | —          | 2× Gold2   | —            | 50.000      | ultratop.be               |
| Dänemark (IFPI)                                                                              | —          | 2× Gold2   | —            | 70.000      | ifpi.dk                   |
| Deutschland (BVMI)                                                                           | —          | 3× Gold3   | 2× Platin2   | 1.300.000   | musikindustrie.de         |
| Europa (IFPI)                                                                                | —          | —          | 2× Platin2   | (2.000.000) | ifpi.org                  |
| Frankreich (SNEP)                                                                            | Silber1    | —          | —            | 125.000     | infodisc.fr               |
| Kanada (MC)                                                                                  | —          | Gold1      | —            | 50.000      | musiccanada.com           |
| Neuseeland (RMNZ)                                                                            | —          | —          | Platin1      | 10.000      | aotearoamusiccharts.co.nz |
| Niederlande (NVPI)                                                                           | —          | 3× Gold3   | —            | 120.000     | nvpi.nl                   |
| Norwegen (IFPI)                                                                              | —          | Gold1      | —            | 10.000      | ifpi.no                   |
| Österreich (IFPI)                                                                            | —          | 2× Gold2   | —            | 50.000      | ifpi.at                   |
| Portugal (AFP)                                                                               | —          | —          | Platin1      | 20.000      | Einzelnachweise           |
| Schweden (IFPI)                                                                              | —          | Gold1      | 3× Platin3   | 155.000     | sverigetopplistan.se      |
| Schweiz (IFPI)                                                                               | —          | 5× Gold5   | —            | 105.000     | hitparade.ch              |
| Vereinigtes Königreich (BPI)                                                                 | Silber1    | 3× Gold3   | 5× Platin5   | 3.200.000   | bpi.co.uk                 |
| Insgesamt                                                                                    | 2× Silber2 | 24× Gold24 | 17× Platin17 |             |                           |